# Aeroportul Ikela
Aeroportul Ikela (IATA: IKL, ICAO: FZGV) este un aeroport din Provincia Équateur, Republica Democratică Congo ce deservește zona Ikela. A fost numit după zona deservită.
Situat la o altitudine de 391 m, aeroportul dispune de 1 pistă.

## Infrastructură

### Piste
Aeroportul dispune de o singură pistă. Pista are orientarea 07/25. 